# Giancarlo Cornaggia-Medici
Giancarlo Cornaggia-Medici (Milão, 16 de dezembro de 1904 – Milão, 23 de novembro de 1970) foi um esgrimista italiano, tricampeão olímpico e vencedor de múltiplas medalhas mundiais.

## Biografia
Giancarlo Cornaggia-Medici nasceu na cidade de Milão, no dia 16 de dezembro de 1904. Nos Jogos Olímpicos de 1928, realizados em Amesterdão, ganhou pela primeira vez a medalha de ouro. Quatro anos depois, nos Jogos de Los Angeles, venceu o evento individual e obteve uma prata por equipes.
Cornaggia-Medici ainda conquistou um ouro e um bronze, ambos nos Jogos de Berlim. Faleceu em 23 de novembro de 1970.